# Ciro de Panópolis
Flávio Touro Seleuco Ciro (fl. 426—441), mais conhecido como Ciro de Panópolis (Κύρος ὁ Πανοπολίτης) foi um oficial sênior, poeta épico, filósofo e amante das artes gregas do Império Bizantino, nascido na cidade de Panópolis, no Egito. Viveu em Constantinopla durante o reinado do imperador Teodósio II (r. 408–450).

## Biografia

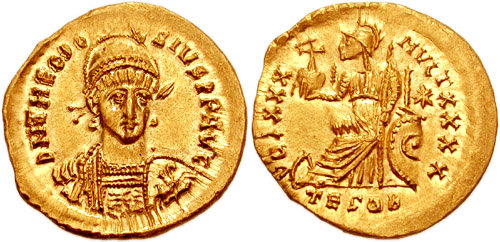
Soldo de r.

Autor de elegias, epigramas e poesia épica, Ciro teve o patrocínio da imperatriz Élia Eudócia. Depois de servir numa série de posições burocráticas no palácio, em ca. 426 assumiu o posto de prefeito urbano de Constantinopla pela primeira vez. Seu poder foi ampliado quando foi também nomeado prefeito pretoriano do Oriente em novembro, fazendo dele o segundo mais poderoso no império após o próprio imperador Teodósio II (r. 408–450). Ciro foi o primeiro prefeito urbano a abolir o latim como língua da administração, e emitiu seus éditos em grego.
Suas atividades para a melhoria e embelezamento da capital foram consideráveis: introduziu iluminação pública, restaurou vários edifícios, incluindo os muros da cidade, e erigiu uma igreja para Maria no distrito que depois levaria seu nome. Sua contribuição foi também importante no estabelecimento da Universidade de Constantinopla. Seus trabalhos lhe renderam grande popularidade com as pessoas: de acordo com o cronista João Zonaras, ao verem as muralhas da cidade reparadas em velocidade recorde, eles exclamaram "Constantino [o Grande] construiu-as, Ciro restaurou-as." Esta comparação inquietou o imperador, que demitiu Ciro de todos os seus ofícios em agosto de 441.
Ciro foi acusado de simpatias pagãs e exilado na Frígia, onde entrou para o clero, tornando-se bispo de Cotieu em 443. A escolha do local de seu exílio não foi acidental: as pessoas de Cotieu já tinham assassinado quatro dos bispos anteriores. Ele voltou a vida secular após a morte de Teodósio em 450, e retornou para Constantinopla. Foi aparentemente perdoado e sua fortuna foi devolvida, permitindo que gastasse muito dela em caridades até sua morte no reinado do imperador Leão I, o Trácio (r. 457–474). Naquele tempo (ca. 460), Ciro tornou-se um amigo de Daniel, o Estilita, após ele libertar sua filha mais nova Alexandria de um espírito maligno. O santo repetiu o milagre poucos anos depois com a filha mais velha de Ciro.